# Dans les murs d'Eryx
Dans les murs d'Eryx (In the Walls of Eryx) est une nouvelle fantastique des écrivains américains H. P. Lovecraft et Kenneth J. Sterling publiée pour la première fois en octobre 1939 dans Weird Tales.
La nouvelle est achevée dès janvier 1936.

## Résumé
L'histoire, écrite à la première personne, raconte l'histoire de la vie et de la mort d'un prospecteur en poste sur la planète Vénus qui, travaillant pour une compagnie minière, devient prisonnier d'un labyrinthe invisible.
L'aventure se passe dans un futur proche, alors que l'Humanité a développé les voyages spatiaux et commence l'exploration de Vénus. On y a découvert des cristaux qui se révèlent être source d'électricité, protégés par une race primitive d'hommes-lézards.
Le narrateur, Kenton J. Stanfield, est l'un des employés chargés de collecter ces cristaux. Il est équipé d'un appareil fournissant de l'oxygène – l'atmosphère de Vénus étant irrespirable – d'une combinaison de cuir, ainsi que d'une arme qui lui permet de se protéger des hommes-lézards. Lors d'une mission de routine, le narrateur rencontre une étrange structure : un labyrinthe dont les murs sont invisibles, avec, proche de l'entrée, un cristal d'une taille inhabituelle. Il est tenu par le cadavre d'un autre prospecteur. Le héros, convaincu de pouvoir vaincre ce dédale, se rend jusqu'au centre après avoir pris le cristal et entreprend d'explorer cette structure. Il découvre alors qu'il a sous-estimé la complexité du labyrinthe et ne parvient pas à retrouver l'entrée. Ainsi prisonnier, le narrateur voit son oxygène, ainsi que son eau, se raréfier, tandis que les hommes-lézards l'observent et se moquent de lui.
Conscient de la futilité de la situation, le narrateur commence à entrevoir la signification que revêtent les cristaux pour les hommes-lézards, et se rend compte que le labyrinthe a été conçu pour être un piège, indiquant par là-même que ces hommes-lézards étaient plus intelligents que ce que les humains avaient admis jusqu'alors. Au même moment, il réalise qu'il va connaître la même fin que le prospecteur précédent.
Mourant, le narrateur consigne sur un calepin « futuriste »  ses observations. Il décrit comment, dans ses derniers moments, il ressent une certaine affinité avec les hommes-lézards et prend conscience que les hommes devraient quitter Vénus.
Le témoignage du narrateur est bientôt retrouvé, près de son corps, par une équipe partie à sa recherche. Ironie du sort, cette équipe a découvert une autre sortie à quelques pas de l'endroit où Stanfield a trouvé la mort. Sa volonté de voir les humains quitter Vénus est qualifiée de démentielle et la compagnie minière décide d'user de mesures visant à annihiler l'espèce des hommes-lézards.